# گلوتارآلدهید
گلوتارآلدهید (Glutaraldehyde) مایعی بی‌رنگ، روغنی و با بویی تند و زننده است که به عنوان گندزدا، دارو، نگهدارنده و تثبیت‌کننده (Fixative) به کار می‌رود. گلوتارآلدهید، یک استریل‌کنندهٔ سرد است و برای عفونت‌زدایی و تمیز نمودن تجهیزات حساس به گرما همچون ابزار دیالیز، برونکوسکوپ‌ها، آندوسکوپ‌ها و تجهیزات معاینهٔ گلو، گوش و بینی استفاده می‌شود.
گلوتارآلدهید خاصیت گندزدایی بالایی دارد و بر طیف وسیعی از میکرو ارگانیسم‌ها از جمله اسپورها، مؤثر است.
این مادهٔ شیمیایی به عنوان تثبیت‌کنندهٔ بافت در آزمایشگاه‌های بافت‌شناسی و پاتولوژی و عامل سخت‌کننده در ظهور عکس رادیولوژی مورد استفاده قرار می‌گیرد.
کارکنان بیمارستان اغلب آن را به صورت رقیق شده با آب استفاده می‌کنند. محلول‌های آبی گلوتارآلدهید به‌طور معمول از غلظت ۱ درصد تا ۵۰ درصد وجود دارد، اما فرمولاسیون‌های دیگر آن نیز در دسترس است. نام‌های تجاری آن شامل: Cidex, Sonacide, Sporisidin, Hospex, Omnicide, Metricide و Wavicide است.
گلوتارآلدهید در فهرست داروهای ضروری سازمان بهداشت جهانی قرار دارد.

## مکانیسم عمل
فعالیت ضد میکروبی گلوتارآلدهید در نتیجهٔ واکنش آن با گروه‌های کربوکسیل، هیدروکسیل، تیول و آمین است. واکنش گلوتارآلدهید با گروه‌های عاملی ذکر شده، موجب اختلال در ساخت یا عملکرد پروتئین‌های میکروبی می‌شود.

## عوارض جانبی
تماس با گلوتارآلدهید می‌تواند موجب عوارض زیر گردد: تحریک گلو و ریه، آسم، علائم مشابه آسم و تنفس سخت، تحریک بینی، عطسه و خس‌خس سینه، خون‌دماغ، سوزش چشم و التهاب ملتحمه، خارش، درماتیت تماسی یا آلرژیک، لکه روی پوست، کهیر، سردرد و حالت تهوع.
شواهدی مبنی بر سرطان‌زا بودن گلوتارآلدهید وجود ندارد و به دلیل سمیت کمتر گلوتارآلدهید نسبت به فرمالدهید، بسیاری از کشورها از گلوتارآلدهید به‌طور گسترده‌ای استفاده می‌کنند. گلوتارآلدهید سمی و حساسیت‌زا است و توصیه می‌شود که هنگام استفاده از گلوتارآلدهید از وسایل حفاظت شخصی استفاده شود.